# 弗朗恰縣
弗朗恰縣是羅馬尼亞東南部的一個縣。面積4,857平方公里，2011年時人口為340,310人，人口密度為每平方公里70人。首府福克沙尼。
下設2市、3镇、68鄉。